# Tibellus bruneitarsis
Tibellus bruneitarsis – gatunek pająków z rodziny ślizgunowatych. 

## Taksonomia
Gatunek ten opisany został po raz pierwszy w 1952 roku przez Reginalda Fredericka Lawrence’a. Jako lokalizację typową wskazano Umhlali w RPA.

## Morfologia
Samice osiągają od 8 do 8,3 mm długości ciała przy karapaksie długości od 2,7 do 2,8 mm i szerokości od 2 do 2,2 mm, natomiast samców dotąd nie opisano. Kształt ciała jest spłaszczony i wydłużony. Karapaks jest 1,3 raza dłuższy niż szeroki, słomkowy z ciemnożółtawymi podłużnymi przepaskami środkową i przykrawędziowymi zawierającymi bladobrązowe linie, ciemnobrązowe kropki i jasnobrązowe szczecinki; okolica oczu jest bladożółta i porośnięta długimi szczecinkami. Na bladożółtych nadustku i szczękoczułkach występują nieliczne, nieregularnie rozmieszczone kropki jasnobrązowej barwy. Odnóża są długie i chude, bladożółte z jasnoszarymi maźnięciami na udach wszystkich par oprócz ostatniej oraz z jednym lub dwoma czarnymi maźnięciami na goleniach pierwszej pary. Kolejność par odnóży od najdłuższej do najkrótszej to: II, IV, I, III. Golenie pary pierwszej i drugiej mają na spodzie po cztery pary szczecinek makroskopowych brzusznych. Opistosoma (odwłok) ma wierzch białawożółty, porośnięty przylegającymi, bladożółtymi szczecinkami, zaopatrzony w przepaskę środkową w formie znaku lancetowatego lub brązowego nakrapiania oraz w przepaski boczne. Spód jej jest natomiast żółtawobiały z bladożółtą przepaską wzdłuż środka i brązowymi kropkami przed kądziołkami.

## Rozprzestrzenienie
Pająk afrotropikalny, znany z Zimbabwe i RPA.